# Björksta, Knivsta kommun
Björksta är en småort och by i Knivsta socken i Knivsta kommun, Uppsala län. Björksta ligger cirka 3 kilometer söder om Knivsta tätort, strax öster om länsväg C 1045 mellan Knivsta och Odensala. Byn består mest av villabebyggelse.